# Albrecht von Haller
Albrecht von Haller (født 16. oktober 1708 i Bern, død 12. december 1777 sammesteds) var en schweizisk læge, anatom, fysiolog, botaniker og digter. Han var farfar til Carl Ludwig von Haller.

## Liv
Von Haller blev student i Tübingen i 1723 og studerede fra 1725 medicin i Leiden under professor Herman Boerhaave og senere også i Paris, London og Basel. Som nyuddannet dr.med. blev han i 1729 praktiserede læge i Bern. Han foretog flere rejser i Alperne, hvor ha indsamlede planter og forelæste fra 1734 i anatomi. I 1735 blev han bibliotekar ved stadsbiblioteket i Bern.
Året efter blev han professor i medicin, anatomi, botanik og kirurgi ved universitetet i Göttingen, hvor han anlagde en botanisk have, et anatomisk teater og udarbejdede en plan for etableringen af det kongelige videnskabelige selskab, som han selv blev formand for. Han etablerede desuden det videnskabelige tidsskrift Göttingische Gelehrte Anzeigen.
Han blev gehejmeråd og statsråd i 1751 og adledes af kejser Frans 1.. Desuden blev han medlem af Uppsalas videnskabelige selskab og af svenske Vetenskapsakademin. Han slog sig i 1753 ned i fødebyen Bern, hvor han var lige så aktiv som han havde været i Göttingen. Blandt andet mæglede han i 1764 i grænsestriden mellem kantonerne Bern og Valais.

## Betydning
Von Haller var måske 1700-tallets mest fremtrædende anatom og fysiolog. Han blev særligt kendt for sine arbejder om irritabilitet og sensibilitet, og for fysiologifaget har værket Elementa physiologiae corporis humani (1759-1766) haft stor betydning.
Indenfor botanikken opstillede han grundlaget til et "naturligt system", som dog aldrig fik nogen større udbredelse, hvilket formentlig var årsagen til hans skånselsløse kritik af Linnés arbejde. Han var desuden den første, der beskrev schweizisk flora – det skete i værket Enumeratio methodica stirpium Helveticarum fra 1742.
Som digter var han en af førklassikerne og bidrog til den tyske poesis udvikling. Han slog igennem med Versuch schweizerischer Gedichte i 1732, mens de tre år yngre værk Die Alpen, som er et lyrisk-praktisk læredigt, blev oversat til en række sprog og dannede mode indenfor litteraturen. I sine sidste år skrev han historisk-politiske romaner.
I alt skal have han have skrevet mere end 1.300 videnskabelige publikationer, inklusive en række bibliografiske værker, hvor han var med til at skabe overblik over store dele af den videnskabelige litteratur frem til hans samtid. Han store bogsamling indkøbtes af kejser Josef 2. og blev en del af biblioteket i Milano. Von Hallers forskningsmetode satte sit præg på de franske encyklopædister med Diderot i spidsen.
I 1908 rejstes et mindesmærke over von Haller i Bern.